# Aludra
Aludra (arab. عذرا al-‘aðrā – „die Jungfernschaft“) ist die Bezeichnung für den Stern η Canis Maioris (Eta Canis Maioris).
Aludra hat eine scheinbare Helligkeit von +2,45 mag und gehört der Spektralklasse B5 an. Die Entfernung von Aludra beträgt ca. 2000 Lichtjahre. Aludra hat in einem Winkelabstand von 180" bei einem Positionswinkel von 285 Grad einen Begleiter der Helligkeit +7,0 mag, der schon im Feldstecher zu sehen ist (aber wohl deutlich näher liegt). Aludra selbst hat etwa die 60000-fache Leuchtkraft unserer Sonne. Er ist ein B5-Stern, und gehört zu den Blauen Überriesen. Seine Oberflächentemperatur beträgt ca. 13500 Kelvin. Sein Durchmesser wurde auf das etwa 45-fache des Sonnendurchmessers berechnet, allerdings ist hierbei die große Ungenauigkeit in der Kenntnis der Entfernung zu berücksichtigen. Der Stern hat physikalisch große Ähnlichkeit mit Deneb im Sternbild Schwan und gehört wie dieser zu den absolut hellsten Sternen in einer Umgebung von 5000 Lichtjahren. Aludra ist Teil der Sternassoziation Collinder 121, zu der unter anderem auch Delta Canis Majoris gehört.
Der Stern gehört als Alpha-Cygni-Stern zu den Veränderlichen Sternen.